# Херман Балк
Херман Балк (на немски: Hermann Balck) е немски офицер, служил по време на Първата и Втората световна война.

## Биография

### Ранен живот, Първа световна война
Херман Балк е роден на 7 декември 1893 г. в Данциг-Лангфур. Постъпва на служба в имперската армия на Германия през 1913 година като офицерски кадет. Участва в Първата световна война като командир на картечна рота и до края и се издига до звание оберлейтенант. По време на бойните действия е раняван седем пъти.

### Междувоенен период
Между двете войни се присъединява към Райхсвера и служи в различни стрелкови подразделения, а по-късно и като щабен офицер в бронетанкови части.

### Втора световна война
До 22 октомври 1939 г. заема пост в Главното командване на сухопътните войски (ОКХ), а след това е назначен за командир на 1-ви стрелкови полк, част от 1-ва танкова дивизия. С частта си участва в Битката за Франция и е част от плана „Sichelschnitt“, за превземане на град Седан, Франция.
През пролетта на 1940 година е назначен за командващ на 1-ви танков полк, в самото начало на Битката за Гърция.
На 15 декември 1940 г. е назначен за командир на 3-ти танков полк, а на 15 май 1941 г. на 2-ра танкова бригада. От 1 ноември 1941 г. е назначен за генерал на моторизираните войски към Главното командване на сухопътните войски.
На 16 май 1942 година е изпратен на Източния фронт, където командва 11-а танкова дивизия, базирана в Украйна и южна Русия. На 3 април 1943 г. му е поверено ръководството на моторизираната пехотна дивизия Гросдойчланд, на 2 септември 1943 г. на 14-и танков корпус, а на 12 и 15 ноември съответно 40-и и 48-и танков корпус. От 5 август 1944 г. е назначен за командир на 4-та танкова армия, на 21 септември 1944 г. поема ръководството на група армии „Г“, на 23 декември 1944 г. 6-а армия и група армии Балк.

### Пленяване, късен живот
Пленен е на 8 май 1945 г. и е освободен в началото на 1947 г. Осъден е на 3 години затвор за екзекуцията на артилерийски офицер отговорен за провал на мисия. Прекарва в затвора 18 месеца, след което е освободен. Умира в Ербенбах-Рокенау, Германия на 29 ноември 1982 г.

## Военна награди
- Германски орден „Железен кръст“ (1914) – II (1914) и I степен (1914)
- Сребърна пластинка към ордена Железен кръст (1940) – II (12 май 1940) и I степен (13 май 1940)
- Баварски орден „За военна заслуга“ (15 ноември 1914)
- Австро-Унгарски кръст „За военна заслуга“ (1916) – III сетпен (28 февруари 1916)
- Рицарски кръст на Хоенцолерн (1917) – с мечове (3 декември 1917)
- Германска „Значка за раняване“ (1918) – златна (10 май 1918)
- Германско отличие „За заслуга във Вермахта“ – I и IV степен
- Германски орден „За храброст“ (1941) – III и I степен (2 декември 1941)
- Германска „Танкова значка“ (1943) – сребърна (14 октомври 1943)
- Рицарски кръст с дъбови листа, мечове и диаманти
  - Носител на Рицарски кръст № 53 (30 юни 1940)
  - Носител на Дъбови листа № 155 (20 декември 1942)
  - Носител на Мечове № 25 (4 март 1943)
  - Носител на Диаманти №19 (31 август 1944)
- Упоменат 3-пъти в ежедневния доклад на Вермахтберихт (17 май 1940; 20 декември 1942; 9 септември 1944)

### Разработки
- ((de)) Balck, Hermann (1981). Ordnung im Chaos / Erinnerungen 1893 – 1948. Biblio, Osnabrück. ISBN 3-7648-1176-5